# Kreis Husum-Eiderstedt
Der Kreis Husum-Eiderstedt war von 1932 bis 1933 ein preußischer Landkreis in der Provinz Schleswig-Holstein.

## Geschichte
Zum Zwecke von Einsparungen bei den öffentlichen Haushalten wurde am 1. Oktober 1932 in Preußen eine Kreisreform durchgeführt, bei der zahlreiche kleinere Kreise aufgelöst wurden. Dabei wurden in der Provinz Schleswig-Holstein unter anderem die beiden Kreise Eiderstedt und Husum zusammengeschlossen. Der ursprünglich für den neuen Kreis vorgesehene Name Husum wurde durch Beschluss des Preußischen Staatsministeriums vom 27. September 1932 in Husum-Eiderstedt geändert. Der Sitz der Kreisverwaltung befand sich in Husum.
Der Kreis wurde schon ein Jahr später am 1. Oktober 1933 wieder aufgelöst. Seine Gemeinden wurden auf die wiedererrichteten Kreise Eiderstedt und Husum aufgeteilt. Beide Kreise existierten bis 1970, als sie gemeinsam in den Kreis Nordfriesland eingegliedert wurden.